# 劉順徵
劉順徵（1550年—？），字懋承，號致斋，雲南雲南右衛軍籍，山西大同府大同縣人，明朝政治人物。

## 生平
萬曆元年（1573年）癸酉科雲南鄉試第三十三名，萬曆八年（1580年）庚辰科會試第一百五十三名，登三甲第一百五十九名進士。兵部觀政，本年授黄岩知县，十四年升南大理寺评事，十六年升刑部主事，十七年升员外郎，十八年升郎中，卒。

## 家族
曾祖劉桂；祖父劉昆，曾任壽官；父劉體仁，曾任府通判。母孟氏。